# 河合徹
河合 徹（かわい とおる）は、日本の俳優、スーツアクター、スタントマン。身長168cm。
ウルトラシリーズなどで怪獣のスーツアクターを務めたのち、操演会社「Lace」を起業。
学生時代にバレーボールをやっており、回転レシーブなどのプレイが怪獣の動きに役立ったと、1973年当時の児童誌に記述がある。
『ウルトラマンレオ』や『メカゴジラの逆襲』で共演した二家本辰己は、スーツアクター時代に最も世話になった人物として、河合の名を挙げている。また、二家本は河合のことを、タイミングを合わせるのがうまく安心して組める相手であったと評している。
1990年代に持病の糖尿病が悪化し、1996年に死去。

## 出演作品

### 映画
- メカゴジラの逆襲（1975年） - ゴジラ[5][1][3]
- 極底探険船ポーラーボーラ（1977年） - ティラノサウルス

### テレビドラマ
- ウルトラシリーズ
  - ウルトラマンA（1972年 - 1973年） - 超獣・宇宙人
  - ウルトラマンタロウ（1973年 - 1974年） - 怪獣・宇宙人[6]
  - ウルトラマンレオ（1974年 - 1975年） - 怪獣・宇宙人[7]
- 流星人間ゾーン（1973年） - ゴジラ
- 大鉄人17（1977年） - ブレインロボット
- 恐竜大戦争アイゼンボーグ（1977年 - 1978年） - 恐竜・怪獣、アイゼンボー（バンクシーン）
- 恐竜戦隊コセイドン（1978年 - 1979年） - 総監ザジ（初代）

## 参加作品
- 大空のサムライ（1976年）[3]
- 宇宙怪獣ガメラ（1980年） - 操演助手